# Musik fürs Leben
Musik fürs Leben (Originaltitel: They Shall Have Music) ist ein US-amerikanischer Musikfilm aus dem Jahr 1939 von Archie Mayo.

## Handlung
Der junge Frankie lebt in einem heruntergekommenen ärmlichen Viertel und gibt sich seinen Tagträumen hin, in denen er ein mutiger Held ist. Eines Tages hört er eine Vorstellung des Geigenvirtuosen Jascha Heifetz. Inspiriert von der Darbietung kramt Frankie seine alte Geige hervor, die er als kleiner Junge von seinem Vater geschenkt bekam. Doch Frankies Stiefvater zerstört das Instrument und schickt Frankie auf ein Internat. Frankie reißt von zu Hause aus.
Der Junge begegnet Professor Lawson, einem Musiklehrer, der zusammen mit seiner Tochter Ann eine Musikschule für unterprivilegierte Kinder leitet. Lawson ist von Frankies Gehör beeindruckt und nimmt ihn in seine Schule und in sein Haus auf. Der Professor ahnt nicht, dass die finanzielle Situation der Schule angespannt ist. Der Investor Flower will, dass die Eltern der Kinder Schulgeld bezahlen, ansonsten wird die Schule geschlossen.
Frankie hört ein Gespräch über diese Situation zwischen Ann und ihrem Freund Peter McCarthy. Frankie organisiert eine Vorführung auf der Straße, an der seine Mitschüler teilnehmen. Der Stargeiger Heifetz hört eine der Vorführungen und bekundet sein Interesse an der Schule. Peter erzählt den Geldgebern, dass der Star mit den Kindern zusammen ein Konzert geben will. Am Vorabend des geplanten Konzerts erkennt Flower jedoch, dass Peter nur geblufft hat. Er schickt seine Männer, die die Instrumente beschlagnahmen sollen. Peter und Frankie können jedoch Heifetz erreichen, der gerade rechtzeitig zur Schule kommt, um mit den Kindern aufzutreten und die Schule zu retten.

## Kritik
Das Lexikon des internationalen Films beschrieb den Film als etwas rührseligen Familienfilm.
Das Time Magazine hielt den Film für die triumphale Antwort auf die damalige Hollywood-Theorie, dass es unmöglich sei, einen guten Film über einen großen Musiker zu machen. Die New York Times lobte die kristallklare Reinheit von Mr. Heifetz’ Spiel, den ausdrucksvollen Melodienfluss und die dramatische Darstellung des Künstlers, der sein Instrument beherrscht. Dies alles trage zu einem Effekt von überragender Schönheit bei, die in diesem Medium fast schon ungewöhnlich sei.

## Auszeichnungen
Alfred Newman erhielt 1940 eine Oscar-Nominierung in der Kategorie Beste Filmmusik.

## Hintergrund
Der Film feierte am 26. Juli 1939 in New York seine Premiere. In Deutschland wurde er am 20. November 1976 im deutschen Fernsehen ausgestrahlt.
Produzent Goldwyn wollte der Erste sein, der einen Film mit dem Stargeiger Jascha Heifetz machte. Im Sommer 1938 konnte Goldwyn Heifetz kontaktieren und ihn für einige Wochen unter Vertrag nehmen. Zu diesem Zeitpunkt gab es noch kein Drehbuch für den Film. Goldwyn entschied, die Szenen mit Heifetz trotz allem schon einmal zu drehen. Die Vorstellung mit den Schülern wurde von William Wyler inszeniert.